# Ichneumon constrictorius
Ichneumon constrictorius là một loài tò vò trong họ Ichneumonidae.